# Tour de Romandie 2006
Le Tour de Romandie 2006, inscrit au calendrier de l'UCI ProTour 2006, a eu lieu du 25 au 30 avril 2006. Il a débuté le mardi 25 avril 2006 par un prologue de 3,4 km dans la ville de Genève avant d'attaquer les étapes suivantes qui sont des parcours en boucle à l'exception de la 3e étape entre les villes de Bienne et Leysin.

## Présentation

### Equipes
Le Tour de Romandie figurant au calendrier du ProTour, les 20 UCI Proteams sont présentes, auxquelles il faut ajouter une équipe continentale invitée.
| ProTeams (20)- AG2R Prévoyance - Bouygues Télécom - Caisse d'Épargne-Illes Balears - Cofidis-Le Crédit par Téléphone - Crédit agricole - CSC - Davitamon-Lotto - Discovery Channel - Euskaltel-Euskadi - Gerolsteiner - La Française des jeux - Lampre-Fondital - Liberty Seguros-Würth - Liquigas - Team Milram - Phonak Hearing Systems - Quick Step-Innergetic - Rabobank - Saunier Duval-Prodir - T-Mobile Équipe continentale professionnelle- LPR |
| |

## Etapes
| Étape     | Date    | Villes étapes           | type                        | Distance (km) | Vainqueur d'étape  | Leader du classement général |
| --------- | ------- | ----------------------- | --------------------------- | ------------- | ------------------ | ---------------------------- |
| Prologue  | 25 avr. | Genève – Genève         | contre-la-montre individuel | 3,4           | Paolo Savoldelli   | Paolo Savoldelli             |
| 1re étape | 26 avr. | Payerne – Payerne       | étape de plaine             | 169           | Robbie McEwen      | Paolo Savoldelli             |
| 2e étape  | 27 avr. | Porrentruy – Porrentruy | étape de montagne           | 171,2         | Christopher Horner | Christopher Horner           |
| 3e étape  | 28 avr. | Bienne – Leysin         | étape de montagne           | 164,6         | Alberto Contador   | Alberto Contador             |
| 4e étape  | 29 avr. | Sion – Sion             | étape de montagne           | 127,7         | Alejandro Valverde | Alberto Contador             |
| 5e étape  | 30 avr. | Lausanne – Lausanne     | contre-la-montre individuel | 20,4          | Cadel Evans        | Cadel Evans                  |

## Déroulement de la course

### Prologue
Le Prologue, long de 3.4 km, s'est déroulé Genève le 25 avril 2006.
Paolo Savoldelli, le vainqueur du Tour d'Italie 2005, s'impose dans ce prologue du tour de Romandie. À noter la deuxième place du très en forme Alejandro Valverde à quelques dixièmes (6 pour être précis) du vainqueur. Les autres principaux favoris parmi lesquels figurent Bradley McGee, Óscar Pereiro, Bobby Julich font partie des dix premiers du Classement de l'étape et donc du Classement général. Remarquons toutefois la décevante 90e place de Jan Ullrich à 26 s.
| \| Classement de l'étape \| Classement de l'étape \| Classement de l'étape \| Classement de l'étape \| Classement de l'étape \| \| Coureur \| Coureur \| Pays \| Équipe \| Temps \| \| --------------------- \| --------------------- \| --------------------- \| ------------------------------ \| --------------------- \| \| 1er \| Paolo Savoldelli \| Italie \| Discovery Channel \| 4 min 27 s \| \| 2e \| Alejandro Valverde \| Espagne \| Caisse d'Épargne-Illes Balears \| + 0 s \| \| 3e \| Bradley McGee \| Australie \| La Française des jeux \| + 4 s \| \| 4e \| Óscar Pereiro \| Espagne \| Caisse d'Épargne-Illes Balears \| + 7 s \| \| 5e \| László Bodrogi \| Hongrie \| Crédit Agricole \| + 7 s \| \| 6e \| Tadej Valjavec \| Slovénie \| Lampre-Fondital \| + 9 s \| \| 7e \| Haimar Zubeldia \| Espagne \| Euskaltel-Euskadi \| + 9 s \| \| 8e \| Laurent Lefèvre \| France \| Bouygues Telecom \| + 9 s \| \| 9e \| Andreas Dietziker \| Suisse \| LPR \| + 9 s \| \| 10e \| Bobby Julich \| États-Unis \| CSC \| + 9 s \| |                    |            |                                |            |
| |                    |            |                                |            |
| |                    |            |                                |            |
| Classement de l'étape |                    |            |                                |            |
| Coureur | Coureur            | Pays       | Équipe                         | Temps      |
| 1er | Paolo Savoldelli   | Italie     | Discovery Channel              | 4 min 27 s |
| 2e | Alejandro Valverde | Espagne    | Caisse d'Épargne-Illes Balears | + 0 s      |
| 3e | Bradley McGee      | Australie  | La Française des jeux          | + 4 s      |
| 4e | Óscar Pereiro      | Espagne    | Caisse d'Épargne-Illes Balears | + 7 s      |
| 5e | László Bodrogi     | Hongrie    | Crédit Agricole                | + 7 s      |
| 6e | Tadej Valjavec     | Slovénie   | Lampre-Fondital                | + 9 s      |
| 7e | Haimar Zubeldia    | Espagne    | Euskaltel-Euskadi              | + 9 s      |
| 8e | Laurent Lefèvre    | France     | Bouygues Telecom               | + 9 s      |
| 9e | Andreas Dietziker  | Suisse     | LPR                            | + 9 s      |
| 10e | Bobby Julich       | États-Unis | CSC                            | + 9 s      |

| \| Classement général \| Classement général \| Classement général \| Classement général \| Classement général \| \| Coureur \| Coureur \| Pays \| Équipe \| Temps \| \| ------------------ \| ------------------ \| ------------------ \| ------------------------------ \| ------------------ \| \| 1er \| Paolo Savoldelli \| Italie \| Discovery Channel \| 4 min 27 s \| \| 2e \| Alejandro Valverde \| Espagne \| Caisse d'Épargne-Illes Balears \| + 0 s \| \| 3e \| Bradley McGee \| Australie \| La Française des jeux \| + 4 s \| \| 4e \| Óscar Pereiro \| Espagne \| Caisse d'Épargne-Illes Balears \| + 7 s \| \| 5e \| László Bodrogi \| Hongrie \| Crédit Agricole \| + 7 s \| \| 6e \| Tadej Valjavec \| Slovénie \| Lampre-Fondital \| + 9 s \| \| 7e \| Haimar Zubeldia \| Espagne \| Euskaltel-Euskadi \| + 9 s \| \| 8e \| Laurent Lefèvre \| France \| Bouygues Telecom \| + 9 s \| \| 9e \| Andreas Dietziker \| Suisse \| LPR \| + 9 s \| \| 10e \| Bobby Julich \| États-Unis \| CSC \| + 9 s \| |                    |            |                                |            |
| |                    |            |                                |            |
| |                    |            |                                |            |
| Classement général |                    |            |                                |            |
| Coureur | Coureur            | Pays       | Équipe                         | Temps      |
| 1er | Paolo Savoldelli   | Italie     | Discovery Channel              | 4 min 27 s |
| 2e | Alejandro Valverde | Espagne    | Caisse d'Épargne-Illes Balears | + 0 s      |
| 3e | Bradley McGee      | Australie  | La Française des jeux          | + 4 s      |
| 4e | Óscar Pereiro      | Espagne    | Caisse d'Épargne-Illes Balears | + 7 s      |
| 5e | László Bodrogi     | Hongrie    | Crédit Agricole                | + 7 s      |
| 6e | Tadej Valjavec     | Slovénie   | Lampre-Fondital                | + 9 s      |
| 7e | Haimar Zubeldia    | Espagne    | Euskaltel-Euskadi              | + 9 s      |
| 8e | Laurent Lefèvre    | France     | Bouygues Telecom               | + 9 s      |
| 9e | Andreas Dietziker  | Suisse     | LPR                            | + 9 s      |
| 10e | Bobby Julich       | États-Unis | CSC                            | + 9 s      |

### 1reétape
La Première étape, longue de 171 km, s'est déroulée à Payerne le 26 avril 2006.
Le vétéran russe de 40 ans Dimitri Konyshev (LPR) part seul au km 25, compte jusqu'à plus de 11 minutes d'avance sur le peloton avant de se faire reprendre à 20 kilomètres  de l'arrivée soit 124 kilomètres d'échappée soltitaire. Puis à 16 kilomètres du but, 6 hommes sortent dont les français Thomas Voeckler, Patrice Halgand et Cédric Vasseur mais ne s'entendent pas et se font reprendre 5 kilomètres plus loin. Ensuite les Davitamon et les Lampre roulent pour empêcher de nouvelles attaques. L'Australien Robbie McEwen de l'équipe Davitamon s'impose au sprint devant 3 italiens.
| \| Classement de l'étape \| Classement de l'étape \| Classement de l'étape \| Classement de l'étape \| Classement de l'étape \| \| Coureur \| Coureur \| Pays \| Équipe \| Temps \| \| --------------------- \| --------------------- \| --------------------- \| ------------------------------- \| --------------------- \| \| 1er \| Robbie McEwen \| Australie \| Davitamon-Lotto \| 4 h 10 min 21 s \| \| 2e \| Mirco Lorenzetto \| Italie \| Team Milram \| + 0 s \| \| 3e \| Daniele Bennati \| Italie \| Lampre-Fondital \| + 0 s \| \| 4e \| Enrico Gasparotto \| Italie \| Liquigas \| + 0 s \| \| 5e \| Bram de Groot \| Pays-Bas \| Rabobank \| + 0 s \| \| 6e \| Alberto Ongarato \| Italie \| Team Milram \| + 0 s \| \| 7e \| Pedro Horrillo \| Espagne \| Rabobank \| + 0 s \| \| 8e \| Arnaud Gérard \| France \| La Française des jeux \| + 0 s \| \| 9e \| Leonardo Duque \| Colombie \| Cofidis-Le Crédit par Téléphone \| + 0 s \| \| 10e \| Fabrizio Guidi \| Italie \| Phonak Hearing Systems \| + 0 s \| |                   |           |                                 |                 |
| |                   |           |                                 |                 |
| |                   |           |                                 |                 |
| Classement de l'étape |                   |           |                                 |                 |
| Coureur | Coureur           | Pays      | Équipe                          | Temps           |
| 1er | Robbie McEwen     | Australie | Davitamon-Lotto                 | 4 h 10 min 21 s |
| 2e | Mirco Lorenzetto  | Italie    | Team Milram                     | + 0 s           |
| 3e | Daniele Bennati   | Italie    | Lampre-Fondital                 | + 0 s           |
| 4e | Enrico Gasparotto | Italie    | Liquigas                        | + 0 s           |
| 5e | Bram de Groot     | Pays-Bas  | Rabobank                        | + 0 s           |
| 6e | Alberto Ongarato  | Italie    | Team Milram                     | + 0 s           |
| 7e | Pedro Horrillo    | Espagne   | Rabobank                        | + 0 s           |
| 8e | Arnaud Gérard     | France    | La Française des jeux           | + 0 s           |
| 9e | Leonardo Duque    | Colombie  | Cofidis-Le Crédit par Téléphone | + 0 s           |
| 10e | Fabrizio Guidi    | Italie    | Phonak Hearing Systems          | + 0 s           |

| \| Classement général \| Classement général \| Classement général \| Classement général \| Classement général \| \| Coureur \| Coureur \| Pays \| Équipe \| Temps \| \| ------------------ \| ------------------ \| ------------------ \| ------------------------------ \| ------------------ \| \| 1er \| Paolo Savoldelli \| Italie \| Discovery Channel \| 4 h 14 min 48 s \| \| 2e \| Alejandro Valverde \| Espagne \| Caisse d'Épargne-Illes Balears \| + 0 s \| \| 3e \| Bradley McGee \| Australie \| La Française des jeux \| + 2 s \| \| 4e \| Robbie McEwen \| Australie \| Davitamon-Lotto \| + 2 s \| \| 5e \| László Bodrogi \| Hongrie \| Crédit Agricole \| + 6 s \| \| 6e \| Daniele Bennati \| Italie \| Lampre-Fondital \| + 7 s \| \| 7e \| Óscar Pereiro \| Espagne \| Caisse d'Épargne-Illes Balears \| + 7 s \| \| 8e \| Tadej Valjavec \| Slovénie \| Lampre-Fondital \| + 9 s \| \| 9e \| Haimar Zubeldia \| Espagne \| Euskaltel-Euskadi \| + 9 s \| \| 10e \| Bram de Groot \| Pays-Bas \| Rabobank \| + 9 s \| |                    |           |                                |                 |
| |                    |           |                                |                 |
| |                    |           |                                |                 |
| Classement général |                    |           |                                |                 |
| Coureur | Coureur            | Pays      | Équipe                         | Temps           |
| 1er | Paolo Savoldelli   | Italie    | Discovery Channel              | 4 h 14 min 48 s |
| 2e | Alejandro Valverde | Espagne   | Caisse d'Épargne-Illes Balears | + 0 s           |
| 3e | Bradley McGee      | Australie | La Française des jeux          | + 2 s           |
| 4e | Robbie McEwen      | Australie | Davitamon-Lotto                | + 2 s           |
| 5e | László Bodrogi     | Hongrie   | Crédit Agricole                | + 6 s           |
| 6e | Daniele Bennati    | Italie    | Lampre-Fondital                | + 7 s           |
| 7e | Óscar Pereiro      | Espagne   | Caisse d'Épargne-Illes Balears | + 7 s           |
| 8e | Tadej Valjavec     | Slovénie  | Lampre-Fondital                | + 9 s           |
| 9e | Haimar Zubeldia    | Espagne   | Euskaltel-Euskadi              | + 9 s           |
| 10e | Bram de Groot      | Pays-Bas  | Rabobank                       | + 9 s           |

### 2eétape
La 2e étape, longue de 174.7 km, s'est déroulée à Porrentruy le 27 avril 2006.
| \| Classement de l'étape \| Classement de l'étape \| Classement de l'étape \| Classement de l'étape \| Classement de l'étape \| \| Coureur \| Coureur \| Pays \| Équipe \| Temps \| \| --------------------- \| ------------------------------ \| --------------------- \| ------------------------------ \| --------------------- \| \| 1er \| Christopher Horner \| États-Unis \| Davitamon-Lotto \| 4 h 16 min 22 s \| \| 2e \| Jörg Jaksche \| Allemagne \| Liberty Seguros-Würth \| + 5 s \| \| 3e \| Alexandre Moos \| Suisse \| Phonak Hearing Systems \| + 5 s \| \| 4e \| Alejandro Valverde \| Espagne \| Caisse d'Épargne-Illes Balears \| + 8 s \| \| 5e \| Paolo Savoldelli \| Italie \| Discovery Channel \| + 8 s \| \| 6e \| Cadel Evans \| Australie \| Davitamon-Lotto \| + 8 s \| \| 7e \| Andrey Kashechkin \| Kazakhstan \| Liberty Seguros-Würth \| + 8 s \| \| 8e \| Miguel Ángel Martín Perdiguero \| Espagne \| Phonak Hearing Systems \| + 8 s \| \| 9e \| Alberto Contador \| Espagne \| Liberty Seguros-Würth \| + 8 s \| \| 10e \| Dario Cioni \| Italie \| Liquigas \| + 8 s \| |                                |            |                                |                 |
| |                                |            |                                |                 |
| |                                |            |                                |                 |
| Classement de l'étape |                                |            |                                |                 |
| Coureur | Coureur                        | Pays       | Équipe                         | Temps           |
| 1er | Christopher Horner             | États-Unis | Davitamon-Lotto                | 4 h 16 min 22 s |
| 2e | Jörg Jaksche                   | Allemagne  | Liberty Seguros-Würth          | + 5 s           |
| 3e | Alexandre Moos                 | Suisse     | Phonak Hearing Systems         | + 5 s           |
| 4e | Alejandro Valverde             | Espagne    | Caisse d'Épargne-Illes Balears | + 8 s           |
| 5e | Paolo Savoldelli               | Italie     | Discovery Channel              | + 8 s           |
| 6e | Cadel Evans                    | Australie  | Davitamon-Lotto                | + 8 s           |
| 7e | Andrey Kashechkin              | Kazakhstan | Liberty Seguros-Würth          | + 8 s           |
| 8e | Miguel Ángel Martín Perdiguero | Espagne    | Phonak Hearing Systems         | + 8 s           |
| 9e | Alberto Contador               | Espagne    | Liberty Seguros-Würth          | + 8 s           |
| 10e | Dario Cioni                    | Italie     | Liquigas                       | + 8 s           |

| \| Classement général \| Classement général \| Classement général \| Classement général \| Classement général \| \| Coureur \| Coureur \| Pays \| Équipe \| Temps \| \| ------------------ \| ------------------------------ \| ------------------ \| ------------------------------ \| ------------------ \| \| 1er \| Christopher Horner \| États-Unis \| Davitamon-Lotto \| 8 h 31 min 11 s \| \| 2e \| Paolo Savoldelli \| Italie \| Discovery Channel \| + 7 s \| \| 3e \| Alejandro Valverde \| Espagne \| Caisse d'Épargne-Illes Balears \| + 7 s \| \| 4e \| Alexandre Moos \| Suisse \| Phonak Hearing Systems \| + 9 s \| \| 5e \| Jörg Jaksche \| Allemagne \| Liberty Seguros-Würth \| + 11 s \| \| 6e \| Dario Cioni \| Italie \| Liquigas \| + 17 s \| \| 7e \| Cadel Evans \| Australie \| Davitamon-Lotto \| + 17 s \| \| 8e \| Alberto Contador \| Espagne \| Liberty Seguros-Würth \| + 19 s \| \| 9e \| Miguel Ángel Martín Perdiguero \| Espagne \| Phonak Hearing Systems \| + 26 s \| \| 10e \| Andrey Kashechkin \| Kazakhstan \| Liberty Seguros-Würth \| + 30 s \| |                                |            |                                |                 |
| |                                |            |                                |                 |
| |                                |            |                                |                 |
| Classement général |                                |            |                                |                 |
| Coureur | Coureur                        | Pays       | Équipe                         | Temps           |
| 1er | Christopher Horner             | États-Unis | Davitamon-Lotto                | 8 h 31 min 11 s |
| 2e | Paolo Savoldelli               | Italie     | Discovery Channel              | + 7 s           |
| 3e | Alejandro Valverde             | Espagne    | Caisse d'Épargne-Illes Balears | + 7 s           |
| 4e | Alexandre Moos                 | Suisse     | Phonak Hearing Systems         | + 9 s           |
| 5e | Jörg Jaksche                   | Allemagne  | Liberty Seguros-Würth          | + 11 s          |
| 6e | Dario Cioni                    | Italie     | Liquigas                       | + 17 s          |
| 7e | Cadel Evans                    | Australie  | Davitamon-Lotto                | + 17 s          |
| 8e | Alberto Contador               | Espagne    | Liberty Seguros-Würth          | + 19 s          |
| 9e | Miguel Ángel Martín Perdiguero | Espagne    | Phonak Hearing Systems         | + 26 s          |
| 10e | Andrey Kashechkin              | Kazakhstan | Liberty Seguros-Würth          | + 30 s          |

### 3eétape
La 3e étape, longue de 165 km, s'est déroulée entre Bienne et Leysin le 28 avril 2006.
Belle échappée du jeune coureur belge Wouter Weylandt qui sera lâché en début de montée et du jeune Espagnol José Antonio Redondo Ramos qui tiendra jusqu'à mi-montée en direction de Leysin. C'est justement à ce moment-là que Alberto Contador qui faisait partie du peloton des favoris a choisi d'attaquer. Ce dernier arrivera avec 24 secondes d'avance sur les meilleurs parmi lesquels figurent Alejandro Valverde, Cadel Evans, Jörg Jaksche.
Paolo Savoldelli à la suite de problèmes de dysenterie n'a pas réussi à suivre le rythme et termine dans le même groupe que Jan Ullrich à 12 minutes. L'australien Bradley McGee est arrivé à plus 18 minutes.
| \| Classement de l'étape \| Classement de l'étape \| Classement de l'étape \| Classement de l'étape \| Classement de l'étape \| \| Coureur \| Coureur \| Pays \| Équipe \| Temps \| \| --------------------- \| ------------------------------ \| --------------------- \| ------------------------------ \| --------------------- \| \| 1er \| Alberto Contador \| Espagne \| Liberty Seguros-Würth \| 4 h 03 min 41 s \| \| 2e \| Alejandro Valverde \| Espagne \| Caisse d'Épargne-Illes Balears \| + 24 s \| \| 3e \| Cadel Evans \| Australie \| Davitamon-Lotto \| + 24 s \| \| 4e \| Jörg Jaksche \| Allemagne \| Liberty Seguros-Würth \| + 26 s \| \| 5e \| Sergio Ghisalberti \| Italie \| Team Milram \| + 30 s \| \| 6e \| Miguel Ángel Martín Perdiguero \| Espagne \| Phonak Hearing Systems \| + 32 s \| \| 7e \| Andrea Noè \| Italie \| Liquigas \| + 32 s \| \| 8e \| Óscar Sevilla \| Espagne \| T-Mobile \| + 32 s \| \| 9e \| Andrey Kashechkin \| Kazakhstan \| Liberty Seguros-Würth \| + 32 s \| \| 10e \| Sylwester Szmyd \| Pologne \| Lampre-Fondital \| + 42 s \| |                                |            |                                |                 |
| |                                |            |                                |                 |
| |                                |            |                                |                 |
| Classement de l'étape |                                |            |                                |                 |
| Coureur | Coureur                        | Pays       | Équipe                         | Temps           |
| 1er | Alberto Contador               | Espagne    | Liberty Seguros-Würth          | 4 h 03 min 41 s |
| 2e | Alejandro Valverde             | Espagne    | Caisse d'Épargne-Illes Balears | + 24 s          |
| 3e | Cadel Evans                    | Australie  | Davitamon-Lotto                | + 24 s          |
| 4e | Jörg Jaksche                   | Allemagne  | Liberty Seguros-Würth          | + 26 s          |
| 5e | Sergio Ghisalberti             | Italie     | Team Milram                    | + 30 s          |
| 6e | Miguel Ángel Martín Perdiguero | Espagne    | Phonak Hearing Systems         | + 32 s          |
| 7e | Andrea Noè                     | Italie     | Liquigas                       | + 32 s          |
| 8e | Óscar Sevilla                  | Espagne    | T-Mobile                       | + 32 s          |
| 9e | Andrey Kashechkin              | Kazakhstan | Liberty Seguros-Würth          | + 32 s          |
| 10e | Sylwester Szmyd                | Pologne    | Lampre-Fondital                | + 42 s          |

| \| Classement général \| Classement général \| Classement général \| Classement général \| Classement général \| \| Coureur \| Coureur \| Pays \| Équipe \| Temps \| \| ------------------ \| ------------------------------ \| ------------------ \| ------------------------------ \| ------------------ \| \| 1er \| Alberto Contador \| Espagne \| Liberty Seguros-Würth \| 12 h 35 min 01 s \| \| 2e \| Alejandro Valverde \| Espagne \| Caisse d'Épargne-Illes Balears \| + 16 s \| \| 3e \| Cadel Evans \| Australie \| Davitamon-Lotto \| + 28 s \| \| 4e \| Jörg Jaksche \| Allemagne \| Liberty Seguros-Würth \| + 28 s \| \| 5e \| Miguel Ángel Martín Perdiguero \| Espagne \| Phonak Hearing Systems \| + 49 s \| \| 6e \| Andrey Kashechkin \| Kazakhstan \| Liberty Seguros-Würth \| + 53 s \| \| 7e \| Sergio Ghisalberti \| Italie \| Team Milram \| + 54 s \| \| 8e \| Andrea Noè \| Italie \| Liquigas \| + 57 s \| \| 9e \| Christopher Horner \| États-Unis \| Davitamon-Lotto \| + 57 s \| \| 10e \| Sylwester Szmyd \| Pologne \| Lampre-Fondital \| + 1 min 07 s \| |                                |            |                                |                  |
| |                                |            |                                |                  |
| |                                |            |                                |                  |
| Classement général |                                |            |                                |                  |
| Coureur | Coureur                        | Pays       | Équipe                         | Temps            |
| 1er | Alberto Contador               | Espagne    | Liberty Seguros-Würth          | 12 h 35 min 01 s |
| 2e | Alejandro Valverde             | Espagne    | Caisse d'Épargne-Illes Balears | + 16 s           |
| 3e | Cadel Evans                    | Australie  | Davitamon-Lotto                | + 28 s           |
| 4e | Jörg Jaksche                   | Allemagne  | Liberty Seguros-Würth          | + 28 s           |
| 5e | Miguel Ángel Martín Perdiguero | Espagne    | Phonak Hearing Systems         | + 49 s           |
| 6e | Andrey Kashechkin              | Kazakhstan | Liberty Seguros-Würth          | + 53 s           |
| 7e | Sergio Ghisalberti             | Italie     | Team Milram                    | + 54 s           |
| 8e | Andrea Noè                     | Italie     | Liquigas                       | + 57 s           |
| 9e | Christopher Horner             | États-Unis | Davitamon-Lotto                | + 57 s           |
| 10e | Sylwester Szmyd                | Pologne    | Lampre-Fondital                | + 1 min 07 s     |

### 4eétape
La 4e étape, longue de 146.9 km, s'est déroulée à Sion le 29 avril 2006.
| \| Classement de l'étape \| Classement de l'étape \| Classement de l'étape \| Classement de l'étape \| Classement de l'étape \| \| Coureur \| Coureur \| Pays \| Équipe \| Temps \| \| --------------------- \| --------------------- \| --------------------- \| ------------------------------ \| --------------------- \| \| 1er \| Alejandro Valverde \| Espagne \| Caisse d'Épargne-Illes Balears \| 3 h 41 min 24 s \| \| 2e \| Alexandre Moos \| Suisse \| Phonak Hearing Systems \| + 0 s \| \| 3e \| Cadel Evans \| Australie \| Davitamon-Lotto \| + 0 s \| \| 4e \| Jörg Jaksche \| Allemagne \| Liberty Seguros-Würth \| + 0 s \| \| 5e \| Sylwester Szmyd \| Pologne \| Lampre-Fondital \| + 0 s \| \| 6e \| Óscar Sevilla \| Espagne \| T-Mobile \| + 0 s \| \| 7e \| Alberto Contador \| Espagne \| Liberty Seguros-Würth \| + 0 s \| \| 8e \| Christophe Moreau \| France \| AG2R Prévoyance \| + 0 s \| \| 9e \| Andrea Noè \| Italie \| Liquigas \| + 0 s \| \| 10e \| Sergio Ghisalberti \| Italie \| Team Milram \| + 0 s \| |                    |           |                                |                 |
| |                    |           |                                |                 |
| |                    |           |                                |                 |
| Classement de l'étape |                    |           |                                |                 |
| Coureur | Coureur            | Pays      | Équipe                         | Temps           |
| 1er | Alejandro Valverde | Espagne   | Caisse d'Épargne-Illes Balears | 3 h 41 min 24 s |
| 2e | Alexandre Moos     | Suisse    | Phonak Hearing Systems         | + 0 s           |
| 3e | Cadel Evans        | Australie | Davitamon-Lotto                | + 0 s           |
| 4e | Jörg Jaksche       | Allemagne | Liberty Seguros-Würth          | + 0 s           |
| 5e | Sylwester Szmyd    | Pologne   | Lampre-Fondital                | + 0 s           |
| 6e | Óscar Sevilla      | Espagne   | T-Mobile                       | + 0 s           |
| 7e | Alberto Contador   | Espagne   | Liberty Seguros-Würth          | + 0 s           |
| 8e | Christophe Moreau  | France    | AG2R Prévoyance                | + 0 s           |
| 9e | Andrea Noè         | Italie    | Liquigas                       | + 0 s           |
| 10e | Sergio Ghisalberti | Italie    | Team Milram                    | + 0 s           |

| \| Classement général \| Classement général \| Classement général \| Classement général \| Classement général \| \| Coureur \| Coureur \| Pays \| Équipe \| Temps \| \| ------------------ \| ------------------ \| ------------------ \| ------------------------------ \| ------------------ \| \| 1er \| Alberto Contador \| Espagne \| Liberty Seguros-Würth \| 16 h 16 min 25 s \| \| 2e \| Alejandro Valverde \| Espagne \| Caisse d'Épargne-Illes Balears \| + 6 s \| \| 3e \| Cadel Evans \| Australie \| Davitamon-Lotto \| + 24 s \| \| 4e \| Jörg Jaksche \| Allemagne \| Liberty Seguros-Würth \| + 28 s \| \| 5e \| Sergio Ghisalberti \| Italie \| Team Milram \| + 54 s \| \| 6e \| Andrea Noè \| Italie \| Liquigas \| + 57 s \| \| 7e \| Andrey Kashechkin \| Kazakhstan \| Liberty Seguros-Würth \| + 1 min 04 s \| \| 8e \| Sylwester Szmyd \| Pologne \| Lampre-Fondital \| + 1 min 07 s \| \| 9e \| Alexandre Moos \| Suisse \| Phonak Hearing Systems \| + 1 min 11 s \| \| 10e \| Christopher Horner \| États-Unis \| Davitamon-Lotto \| + 1 min 14 s \| |                    |            |                                |                  |
| |                    |            |                                |                  |
| |                    |            |                                |                  |
| Classement général |                    |            |                                |                  |
| Coureur | Coureur            | Pays       | Équipe                         | Temps            |
| 1er | Alberto Contador   | Espagne    | Liberty Seguros-Würth          | 16 h 16 min 25 s |
| 2e | Alejandro Valverde | Espagne    | Caisse d'Épargne-Illes Balears | + 6 s            |
| 3e | Cadel Evans        | Australie  | Davitamon-Lotto                | + 24 s           |
| 4e | Jörg Jaksche       | Allemagne  | Liberty Seguros-Würth          | + 28 s           |
| 5e | Sergio Ghisalberti | Italie     | Team Milram                    | + 54 s           |
| 6e | Andrea Noè         | Italie     | Liquigas                       | + 57 s           |
| 7e | Andrey Kashechkin  | Kazakhstan | Liberty Seguros-Würth          | + 1 min 04 s     |
| 8e | Sylwester Szmyd    | Pologne    | Lampre-Fondital                | + 1 min 07 s     |
| 9e | Alexandre Moos     | Suisse     | Phonak Hearing Systems         | + 1 min 11 s     |
| 10e | Christopher Horner | États-Unis | Davitamon-Lotto                | + 1 min 14 s     |

### 5eétape
La 5e étape s'est déroulée à Lausanne le 30 avril 2006. Il s'agit d'un contre-la-montre individuel de 20.4 km.
| \| Classement de l'étape \| Classement de l'étape \| Classement de l'étape \| Classement de l'étape \| Classement de l'étape \| \| Coureur \| Coureur \| Pays \| Équipe \| Temps \| \| --------------------- \| --------------------- \| --------------------- \| --------------------- \| --------------------- \| \| 1er \| Cadel Evans \| Australie \| Davitamon-Lotto \| 26 min 19 s \| \| 2e \| Leif Hoste \| Belgique \| Discovery Channel \| + 22 s \| \| 3e \| Bobby Julich \| États-Unis \| CSC \| + 38 s \| \| 4e \| Andrey Kashechkin \| Kazakhstan \| Liberty Seguros-Würth \| + 44 s \| \| 5e \| Serhiy Honchar \| Ukraine \| T-Mobile \| + 49 s \| \| 6e \| Jörg Jaksche \| Allemagne \| Liberty Seguros-Würth \| + 50 s \| \| 7e \| Alberto Contador \| Espagne \| Liberty Seguros-Würth \| + 51 s \| \| 8e \| Christophe Moreau \| France \| AG2R Prévoyance \| + 53 s \| \| 9e \| Jurgen Van den Broeck \| Belgique \| Discovery Channel \| + 56 s \| \| 10e \| Dario Cioni \| Italie \| Liquigas \| + 57 s \| |                       |            |                       |             |
| |                       |            |                       |             |
| |                       |            |                       |             |
| Classement de l'étape |                       |            |                       |             |
| Coureur | Coureur               | Pays       | Équipe                | Temps       |
| 1er | Cadel Evans           | Australie  | Davitamon-Lotto       | 26 min 19 s |
| 2e | Leif Hoste            | Belgique   | Discovery Channel     | + 22 s      |
| 3e | Bobby Julich          | États-Unis | CSC                   | + 38 s      |
| 4e | Andrey Kashechkin     | Kazakhstan | Liberty Seguros-Würth | + 44 s      |
| 5e | Serhiy Honchar        | Ukraine    | T-Mobile              | + 49 s      |
| 6e | Jörg Jaksche          | Allemagne  | Liberty Seguros-Würth | + 50 s      |
| 7e | Alberto Contador      | Espagne    | Liberty Seguros-Würth | + 51 s      |
| 8e | Christophe Moreau     | France     | AG2R Prévoyance       | + 53 s      |
| 9e | Jurgen Van den Broeck | Belgique   | Discovery Channel     | + 56 s      |
| 10e | Dario Cioni           | Italie     | Liquigas              | + 57 s      |

## Classements finals
| \| Classement général \| Classement général \| Classement général \| Classement général \| Classement général \| \| Coureur \| Coureur \| Pays \| Équipe \| Temps \| \| ------------------ \| ------------------ \| ------------------ \| ------------------------------ \| ------------------ \| \| 1er \| Cadel Evans \| Australie \| Davitamon-Lotto \| 16 h 43 min 08 s \| \| 2e \| Alberto Contador \| Espagne \| Liberty Seguros-Würth \| + 27 s \| \| 3e \| Alejandro Valverde \| Espagne \| Caisse d'Épargne-Illes Balears \| + 44 s \| \| 4e \| Jörg Jaksche \| Allemagne \| Liberty Seguros-Würth \| + 54 s \| \| 5e \| Andrey Kashechkin \| Kazakhstan \| Liberty Seguros-Würth \| + 1 min 24 s \| \| 6e \| Dario Cioni \| Italie \| Liquigas \| + 1 min 46 s \| \| 7e \| Christopher Horner \| États-Unis \| Davitamon-Lotto \| + 1 min 50 s \| \| 8e \| Alexandre Moos \| Suisse \| Phonak Hearing Systems \| + 1 min 51 s \| \| 9e \| Sergio Ghisalberti \| Italie \| Team Milram \| + 1 min 55 s \| \| 10e \| Sylwester Szmyd \| Pologne \| Lampre-Fondital \| + 2 min 21 s \| |                    |            |                                |                  |
| |                    |            |                                |                  |
| |                    |            |                                |                  |
| Classement général |                    |            |                                |                  |
| Coureur | Coureur            | Pays       | Équipe                         | Temps            |
| 1er | Cadel Evans        | Australie  | Davitamon-Lotto                | 16 h 43 min 08 s |
| 2e | Alberto Contador   | Espagne    | Liberty Seguros-Würth          | + 27 s           |
| 3e | Alejandro Valverde | Espagne    | Caisse d'Épargne-Illes Balears | + 44 s           |
| 4e | Jörg Jaksche       | Allemagne  | Liberty Seguros-Würth          | + 54 s           |
| 5e | Andrey Kashechkin  | Kazakhstan | Liberty Seguros-Würth          | + 1 min 24 s     |
| 6e | Dario Cioni        | Italie     | Liquigas                       | + 1 min 46 s     |
| 7e | Christopher Horner | États-Unis | Davitamon-Lotto                | + 1 min 50 s     |
| 8e | Alexandre Moos     | Suisse     | Phonak Hearing Systems         | + 1 min 51 s     |
| 9e | Sergio Ghisalberti | Italie     | Team Milram                    | + 1 min 55 s     |
| 10e | Sylwester Szmyd    | Pologne    | Lampre-Fondital                | + 2 min 21 s     |

| Classement par points | Classement par points | Classement par points | Classement par points          | Classement par points |
| Coureur               | Coureur               | Pays                  | Équipe                         | Points                |
| --------------------- | --------------------- | --------------------- | ------------------------------ | --------------------- |
| 1er                   | Alejandro Valverde    | Espagne               | Caisse d'Épargne-Illes Balears | 52 pts                |
| 2e                    | Cadel Evans           | Australie             | Davitamon-Lotto                | 45 pts                |
| 3e                    | Jörg Jaksche          | Allemagne             | Liberty Seguros-Würth          | 45 pts                |
| 4e                    | Alberto Contador      | Espagne               | Liberty Seguros-Würth          | 34 pts                |
| 5e                    | Alexandre Moos        | Suisse                | Phonak Hearing Systems         | 28 pts                |
| 6e                    | Christopher Horner    | États-Unis            | Davitamon-Lotto                | 25 pts                |
| 7e                    | Andrey Kashechkin     | Kazakhstan            | Liberty Seguros-Würth          | 22 pts                |
| 8e                    | Mirco Lorenzetto      | Italie                | Team Milram                    | 20 pts                |
| 9e                    | Sylwester Szmyd       | Pologne               | Lampre-Fondital                | 16 pts                |
| 10e                   | Daniele Bennati       | Italie                | Lampre-Fondital                | 16 pts                |

| Classement par points | Classement par points | Classement par points | Classement par points          | Classement par points |
| Coureur               | Coureur               | Pays                  | Équipe                         | Points                |
| --------------------- | --------------------- | --------------------- | ------------------------------ | --------------------- |
| 1er                   | Alejandro Valverde    | Espagne               | Caisse d'Épargne-Illes Balears | 52 pts                |
| 2e                    | Cadel Evans           | Australie             | Davitamon-Lotto                | 45 pts                |
| 3e                    | Jörg Jaksche          | Allemagne             | Liberty Seguros-Würth          | 45 pts                |
| 4e                    | Alberto Contador      | Espagne               | Liberty Seguros-Würth          | 34 pts                |
| 5e                    | Alexandre Moos        | Suisse                | Phonak Hearing Systems         | 28 pts                |
| 6e                    | Christopher Horner    | États-Unis            | Davitamon-Lotto                | 25 pts                |
| 7e                    | Andrey Kashechkin     | Kazakhstan            | Liberty Seguros-Würth          | 22 pts                |
| 8e                    | Mirco Lorenzetto      | Italie                | Team Milram                    | 20 pts                |
| 9e                    | Sylwester Szmyd       | Pologne               | Lampre-Fondital                | 16 pts                |
| 10e                   | Daniele Bennati       | Italie                | Lampre-Fondital                | 16 pts                |

| Classement de la montagne | Classement de la montagne | Classement de la montagne | Classement de la montagne       | Classement de la montagne |
| Coureur                   | Coureur                   | Pays                      | Équipe                          | Points                    |
| ------------------------- | ------------------------- | ------------------------- | ------------------------------- | ------------------------- |
| 1er                       | Iván Parra                | Colombie                  | Cofidis-Le Crédit par Téléphone | 31 pts                    |
| 2e                        | Roger Beuchat             | Suisse                    | LPR                             | 28 pts                    |
| 3e                        | Alberto Contador          | Espagne                   | Liberty Seguros-Würth           | 24 pts                    |
| 4e                        | Giuseppe Muraglia         | Italie                    | LPR                             | 18 pts                    |
| 5e                        | Christophe Moreau         | France                    | AG2R Prévoyance                 | 14 pts                    |
| 6e                        | David Loosli              | Suisse                    | Lampre-Fondital                 | 14 pts                    |
| 7e                        | Steve Zampieri            | Suisse                    | Phonak Hearing Systems          | 13 pts                    |
| 8e                        | Andrey Kashechkin         | Kazakhstan                | Liberty Seguros-Würth           | 12 pts                    |
| 9e                        | Anthony Charteau          | France                    | Crédit Agricole                 | 12 pts                    |
| 10e                       | José Antonio Redondo      | Espagne                   | Liberty Seguros-Würth           | 10 pts                    |

| Classement de la montagne | Classement de la montagne | Classement de la montagne | Classement de la montagne       | Classement de la montagne |
| Coureur                   | Coureur                   | Pays                      | Équipe                          | Points                    |
| ------------------------- | ------------------------- | ------------------------- | ------------------------------- | ------------------------- |
| 1er                       | Iván Parra                | Colombie                  | Cofidis-Le Crédit par Téléphone | 31 pts                    |
| 2e                        | Roger Beuchat             | Suisse                    | LPR                             | 28 pts                    |
| 3e                        | Alberto Contador          | Espagne                   | Liberty Seguros-Würth           | 24 pts                    |
| 4e                        | Giuseppe Muraglia         | Italie                    | LPR                             | 18 pts                    |
| 5e                        | Christophe Moreau         | France                    | AG2R Prévoyance                 | 14 pts                    |
| 6e                        | David Loosli              | Suisse                    | Lampre-Fondital                 | 14 pts                    |
| 7e                        | Steve Zampieri            | Suisse                    | Phonak Hearing Systems          | 13 pts                    |
| 8e                        | Andrey Kashechkin         | Kazakhstan                | Liberty Seguros-Würth           | 12 pts                    |
| 9e                        | Anthony Charteau          | France                    | Crédit Agricole                 | 12 pts                    |
| 10e                       | José Antonio Redondo      | Espagne                   | Liberty Seguros-Würth           | 10 pts                    |

| Classement par équipes | Classement par équipes          | Classement par équipes | Classement par équipes |
| Équipe                 | Équipe                          | Pays                   | Temps                  |
| ---------------------- | ------------------------------- | ---------------------- | ---------------------- |
| 1re                    | Liberty Seguros-Würth           | Espagne                | 50 h 12 min 28 s       |
| 2e                     | Caisse d'Épargne-Illes Balears  | Espagne                | + 6 min 02 s           |
| 3e                     | Liquigas                        | Italie                 | + 6 min 22 s           |
| 4e                     | Davitamon-Lotto                 | Belgique               | + 10 min 00 s          |
| 5e                     | AG2R Prévoyance                 | France                 | + 11 min 25 s          |
| 6e                     | Team Milram                     | Italie                 | + 21 min 51 s          |
| 7e                     | Euskaltel-Euskadi               | Espagne                | + 25 min 36 s          |
| 8e                     | Phonak Hearing Systems          | Suisse                 | + 26 min 26 s          |
| 9e                     | T-Mobile                        | Allemagne              | + 27 min 31 s          |
| 10e                    | Cofidis-Le Crédit par Téléphone | France                 | + 29 min 51 s          |

| Classement par équipes | Classement par équipes          | Classement par équipes | Classement par équipes |
| Équipe                 | Équipe                          | Pays                   | Temps                  |
| ---------------------- | ------------------------------- | ---------------------- | ---------------------- |
| 1re                    | Liberty Seguros-Würth           | Espagne                | 50 h 12 min 28 s       |
| 2e                     | Caisse d'Épargne-Illes Balears  | Espagne                | + 6 min 02 s           |
| 3e                     | Liquigas                        | Italie                 | + 6 min 22 s           |
| 4e                     | Davitamon-Lotto                 | Belgique               | + 10 min 00 s          |
| 5e                     | AG2R Prévoyance                 | France                 | + 11 min 25 s          |
| 6e                     | Team Milram                     | Italie                 | + 21 min 51 s          |
| 7e                     | Euskaltel-Euskadi               | Espagne                | + 25 min 36 s          |
| 8e                     | Phonak Hearing Systems          | Suisse                 | + 26 min 26 s          |
| 9e                     | T-Mobile                        | Allemagne              | + 27 min 31 s          |
| 10e                    | Cofidis-Le Crédit par Téléphone | France                 | + 29 min 51 s          |

### Classement du ProTour
La course attribue des points au classement UCI ProTour 2006 selon le barème suivant :
| Position           | 1er | 2e | 3e | 4e | 5e | 6e | 7e | 8e | 9e | 10e |
| Classement général | 50  | 40 | 35 | 30 | 25 | 20 | 15 | 10 | 5  | 1   |
| Etapes             | 3   | 2  | 1  |    |    |    |    |    |    |     |

Après cette onzième épreuve, le classement est le suivant :
| # | Coureur             | Équipe                         | Points | Précédent | Evolution     |
| - | ------------------- | ------------------------------ | ------ | --------- | ------------- |
| 1 | Alejandro Valverde  | Caisse d'Épargne-Illes Balears | 178    | 1         | en stagnation |
| 2 | Tom Boonen          | Quick Step-Innergetic          | 129    | 2         | en stagnation |
| 3 | Alessandro Ballan   | Lampre-Fondital                | 105    | 3         | en stagnation |
| 4 | Fränk Schleck       | CSC                            | 100    | 4         | en stagnation |
| 5 | Patrik Sinkewitz    | T-Mobile                       | 90     | 5         | en stagnation |
| 6 | Samuel Sanchez      | Euskaltel-Euskadi              | 89     | 6         | en stagnation |
| 7 | Fabian Cancellara   | CSC                            | 84     | 7         | en stagnation |
| 8 | Michael Boogerd     | Rabobank                       | 75     | 8         | en stagnation |
| 9 | Alessandro Petacchi | Milram                         | 72     | 9         | en stagnation |
| 9 | Jörg Jaksche        | Liberty Seguros-Würth          | 72     | ??        | ??            |

| #  | Équipe                         | Points | Précédent | Evolution     |
| -- | ------------------------------ | ------ | --------- | ------------- |
| 1  | CSC                            | 160    | 1         | en stagnation |
| 2  | T-Mobile                       | 143    | 3         | +1            |
| 3  | Rabobank                       | 135    | 2         | -1            |
| 3  | Lampre-Fondital                | 135    | 4         | +1            |
| 5  | Davitamon-Lotto                | 130    | 6         | +1            |
| 6  | Liberty Seguros-Würth          | 129    | 8         | +2            |
| 7  | Caisse d'Épargne-Illes Balears | 128    | 8         | +1            |
| 8  | Quick Step-Innergetic          | 127    | 5         | -3            |
| 9  | Phonak                         | 121    | 10        | +1            |
| 10 | Gerolsteiner                   | 120    | 6         | -4            |

| #  | Pays       | Points | Précédent | Evolution     |
| -- | ---------- | ------ | --------- | ------------- |
| 1  | Espagne    | 463    | 1         | en stagnation |
| 2  | Italie     | 348    | 2         | en stagnation |
| 3  | Belgique   | 215    | 3         | en stagnation |
| 4  | Pays-Bas   | 203    | 4         | en stagnation |
| 5  | Allemagne  | 201    | 5         | en stagnation |
| 6  | Suisse     | 155    | 6         | en stagnation |
| 7  | États-Unis | 148    | 7         | en stagnation |
| 8  | Luxembourg | 100    | 8         | en stagnation |
| 9  | Australie  | 81     | ??        | +??           |
| 10 | Norvège    | 45     | 9         | -1            |

## Evolution des classements
| Etape              | Vainqueur          | Classement général | Classement par points | Classement de la montagne | Classement des sprints | Classeent par équipes           |
| ------------------ | ------------------ | ------------------ | --------------------- | ------------------------- | ---------------------- | ------------------------------- |
| Prologue           | Paolo Savoldelli   | Paolo Savoldelli   | Paolo Savoldelli      | Non attribué              | Non attribué           | Caisse d'Epargne-Illes Baléares |
| 1re                | Robbie McEwen      | Paolo Savoldelli   | Robbie McEwen         | Dimitri Konyshev          | Dimitri Konyshev       | Caisse d'Epargne-Illes Baléares |
| 2e                 | Christopher Horner | Christopher Horner | Alejandro Valverde    | Christopher Horner        | David Loosli           | Liberty Seguros-Würth           |
| 3e                 | Alberto Contador   | Alberto Contador   | Alejandro Valverde    | Roger Beuchat             | David Loosli           | Liberty Seguros-Würth           |
| 4e                 | Alejandro Valverde | Alberto Contador   | Alejandro Valverde    | Iván Parra                | David Loosli           | Liberty Seguros-Würth           |
| 5e                 | Cadel Evans        | Cadel Evans        | Alejandro Valverde    | Iván Parra                | David Loosli           | Liberty Seguros-Würth           |
| Classement général | Classement général | Cadel Evans        | Alejandro Valverde    | Iván Parra                | David Loosli           | Liberty Seguros-Würth           |

## Liste des participants
| Phonak Hearing Systems PHO | Phonak Hearing Systems PHO           | Phonak Hearing Systems PHO |
| -------------------------- | ------------------------------------ | -------------------------- |
| Num                        | Coureur                              | Pos                        |
| 1                          | Alexandre Moos (SUI)                 |                            |
| 2                          | Miguel Ángel Martín Perdiguero (ESP) |                            |
| 3                          | Bert Grabsch (GER)                   |                            |
| 4                          | Fabrizio Guidi (ITA)                 |                            |
| 5                          | Jonathan Patrick McCarty (USA)       |                            |
| 6                          | Uroš Murn (SLO)                      |                            |
| 7                          | Víctor Hugo Peña (COL)               |                            |
| 8                          | Steve Zampieri (SUI)                 |                            |

| CSC | CSC                         | CSC |
| --- | --------------------------- | --- |
| Num | Coureur                     | Pos |
| 11  | Bobby Julich (USA)          |     |
| 12  | Peter Luttenberger (AUT)    |     |
| 13  | Andrea Peron (ITA)          |     |
| 14  | Michael Blaudzun (DEN)      |     |
| 15  | Volodymyr Gustov (UKR)      |     |
| 16  | Giovanni Lombardi (ITA)     |     |
| 17  | Nicki Sørensen (DEN)        |     |
| 18  | Christian Vande Velde (USA) |     |

| Gerolsteiner GST | Gerolsteiner GST       | Gerolsteiner GST |
| ---------------- | ---------------------- | ---------------- |
| Num              | Coureur                | Pos              |
| 21               | Beat Zberg (SUI)       |                  |
| 22               | Georg Totschnig (AUT)  |                  |
| 23               | Torsten Hiekmann (GER) |                  |
| 24               | Sebastian Lang (GER)   |                  |
| 25               | Sven Montgomery (SUI)  |                  |
| 26               | Ronny Scholz (GER)     |                  |
| 27               | Markus Zberg (SUI)     |                  |

| Quick Step-Innergetic QSI | Quick Step-Innergetic QSI  | Quick Step-Innergetic QSI |
| ------------------------- | -------------------------- | ------------------------- |
| Num                       | Coureur                    | Pos                       |
| 31                        | Cédric Vasseur (FRA)       |                           |
| 32                        | Hubert Schwab (SUI)        |                           |
| 33                        | Addy Engels (NED)          |                           |
| 34                        | Juan Manuel Gárate (ESP)   |                           |
| 35                        | José Antonio Garrido (ESP) |                           |
| 36                        | Ivan Santaromita (ITA)     |                           |
| 37                        | Davide Viganò (ITA)        |                           |
| 38                        | Wouter Weylandt (BEL)      |                           |

| Discovery Channel DSC | Discovery Channel DSC       | Discovery Channel DSC |
| --------------------- | --------------------------- | --------------------- |
| Num                   | Coureur                     | Pos                   |
| 41                    | Paolo Savoldelli (ITA)      |                       |
| 42                    | Jurgen Van den Broeck (BEL) |                       |
| 43                    | Fumiyuki Beppu (JPN)        |                       |
| 44                    | Roger Hammond (GBR)         |                       |
| 45                    | Leif Hoste (BEL)            |                       |
| 46                    | Benoît Joachim (LUX)        |                       |
| 47                    | Guennadi Mikhailov (RUS)    |                       |
| 48                    | Pavel Padrnos (CZE)         |                       |

| Rabobank RAB | Rabobank RAB           | Rabobank RAB |
| ------------ | ---------------------- | ------------ |
| Num          | Coureur                | Pos          |
| 51           | Mauricio Ardila (COL)  |              |
| 52           | Jan Boven (NED)        |              |
| 53           | Bram de Groot (NED)    |              |
| 54           | Pedro Horrillo (ESP)   |              |
| 55           | Niels Scheuneman (NED) |              |
| 56           | Roy Sentjens (BEL)     |              |
| 57           | Jukka Vastaranta (FIN) |              |
| 58           | Pieter Weening (NED)   |              |

| T-Mobile TMO | T-Mobile TMO           | T-Mobile TMO |
| ------------ | ---------------------- | ------------ |
| Num          | Coureur                | Pos          |
| 61           | Jan Ullrich (GER)      |              |
| 62           | Lorenzo Bernucci (ITA) |              |
| 63           | Scott Davis (AUS)      |              |
| 64           | Serhiy Honchar (UKR)   |              |
| 65           | Bernhard Kohl (AUT)    |              |
| 66           | Eddy Mazzoleni (ITA)   |              |
| 67           | Óscar Sevilla (ESP)    |              |
| 68           | Jörg Ludewig (GER)     |              |

| Lampre-Fondital LAM | Lampre-Fondital LAM       | Lampre-Fondital LAM |
| ------------------- | ------------------------- | ------------------- |
| Num                 | Coureur                   | Pos                 |
| 71                  | Marius Sabaliauskas (LTU) |                     |
| 72                  | David Loosli (SUI)        |                     |
| 73                  | Daniele Bennati (ITA)     |                     |
| 74                  | Claudio Corioni (ITA)     |                     |
| 75                  | Matteo Carrara (ITA)      |                     |
| 76                  | Mauro Santambrogio (ITA)  |                     |
| 77                  | Sylwester Szmyd (POL)     |                     |
| 78                  | Tadej Valjavec (SLO)      |                     |

| Davitamon-Lotto DVL | Davitamon-Lotto DVL      | Davitamon-Lotto DVL |
| ------------------- | ------------------------ | ------------------- |
| Num                 | Coureur                  | Pos                 |
| 81                  | Cadel Evans (AUS)        |                     |
| 82                  | Robbie McEwen (AUS)      |                     |
| 83                  | Mario Aerts (BEL)        |                     |
| 84                  | Bart Dockx (BEL)         |                     |
| 85                  | Christopher Horner (USA) |                     |
| 86                  | Bert Roesems (BEL)       |                     |
| 87                  | Wim Van Huffel (BEL)     |                     |
| 88                  | Johan Vansummeren (BEL)  |                     |

| Caisse d'Épargne-Illes Balears CEI | Caisse d'Épargne-Illes Balears CEI | Caisse d'Épargne-Illes Balears CEI |
| ---------------------------------- | ---------------------------------- | ---------------------------------- |
| Num                                | Coureur                            | Pos                                |
| 91                                 | Alejandro Valverde (ESP)           |                                    |
| 92                                 | Antonio Colom (ESP)                |                                    |
| 93                                 | David Arroyo (ESP)                 |                                    |
| 94                                 | Florent Brard (FRA)                |                                    |
| 95                                 | Óscar Pereiro (ESP)                |                                    |
| 96                                 | Aitor Pérez Arrieta (ESP)          |                                    |
| 97                                 | Joaquim Rodríguez (ESP)            |                                    |
| 98                                 | Constantino Zaballa (ESP)          |                                    |

| Team Milram MRM | Team Milram MRM             | Team Milram MRM |
| --------------- | --------------------------- | --------------- |
| Num             | Coureur                     | Pos             |
| 101             | Fabio Sacchi (ITA)          |                 |
| 102             | Alessandro Vanotti (ITA)    |                 |
| 103             | Alessandro Cortinovis (ITA) |                 |
| 104             | Sergio Ghisalberti (ITA)    |                 |
| 105             | Maxim Iglinskiy (KAZ)       |                 |
| 106             | Christian Knees (GER)       |                 |
| 107             | Mirco Lorenzetto (ITA)      |                 |
| 108             | Alberto Ongarato (ITA)      |                 |

| Liberty Seguros-Würth LSW | Liberty Seguros-Würth LSW  | Liberty Seguros-Würth LSW |
| ------------------------- | -------------------------- | ------------------------- |
| Num                       | Coureur                    | Pos                       |
| 111                       | Joseba Beloki (ESP)        |                           |
| 112                       | Alberto Contador (ESP)     |                           |
| 113                       | Jörg Jaksche (GER)         |                           |
| 114                       | David Etxebarria (ESP)     |                           |
| 115                       | Andrey Kashechkin (KAZ)    |                           |
| 116                       | Isidro Nozal (ESP)         |                           |
| 117                       | José Antonio Redondo (ESP) |                           |
| 118                       | Michele Scarponi (ITA)     |                           |

| Cofidis-Le Crédit par Téléphone COF | Cofidis-Le Crédit par Téléphone COF | Cofidis-Le Crédit par Téléphone COF |
| ----------------------------------- | ----------------------------------- | ----------------------------------- |
| Num                                 | Coureur                             | Pos                                 |
| 121                                 | Frédéric Bessy (FRA)                |                                     |
| 122                                 | Hervé Duclos-Lassalle (FRA)         |                                     |
| 123                                 | Leonardo Duque (COL)                |                                     |
| 124                                 | Amaël Moinard (FRA)                 |                                     |
| 125                                 | Maxime Monfort (BEL)                |                                     |
| 126                                 | Iván Parra (COL)                    |                                     |
| 127                                 | Luis Pérez Rodríguez (ESP)          |                                     |
| 128                                 | Staf Scheirlinckx (BEL)             |                                     |

| Crédit Agricole C.A | Crédit Agricole C.A       | Crédit Agricole C.A |
| ------------------- | ------------------------- | ------------------- |
| Num                 | Coureur                   | Pos                 |
| 131                 | Pietro Caucchioli (ITA)   |                     |
| 132                 | László Bodrogi (HUN)      |                     |
| 133                 | Alexandre Botcharov (RUS) |                     |
| 134                 | Anthony Charteau (FRA)    |                     |
| 135                 | Patrice Halgand (FRA)     |                     |
| 136                 | Christophe Edaleine (FRA) |                     |
| 137                 | Mads Kaggestad (NOR)      |                     |

| La Française des jeux FDJ | La Française des jeux FDJ | La Française des jeux FDJ |
| ------------------------- | ------------------------- | ------------------------- |
| Num                       | Coureur                   | Pos                       |
| 141                       | Bradley McGee (AUS)       |                           |
| 142                       | Mickaël Delage (FRA)      |                           |
| 143                       | Arnaud Gérard (FRA)       |                           |
| 144                       | Rémy Di Grégorio (FRA)    |                           |
| 145                       | Éric Leblacher (FRA)      |                           |
| 146                       | Ian McLeod (RSA)          |                           |
| 147                       | Cyrille Monnerais (FRA)   |                           |
| 148                       | Jérémy Roy (FRA)          |                           |

| Euskaltel-Euskadi EUS | Euskaltel-Euskadi EUS | Euskaltel-Euskadi EUS |
| --------------------- | --------------------- | --------------------- |
| Num                   | Coureur               | Pos                   |
| 151                   | Haimar Zubeldia (ESP) |                       |
| 152                   | Joseba Albizu (ESP)   |                       |
| 153                   | Igor Antón (ESP)      |                       |
| 154                   | Iker Camaño (ESP)     |                       |
| 155                   | Gorka González (ESP)  |                       |
| 156                   | David Herrero (ESP)   |                       |
| 157                   | Aketza Peña (ESP)     |                       |
| 158                   | Rubén Pérez (ESP)     |                       |

| Saunier Duval-Prodir SDV | Saunier Duval-Prodir SDV         | Saunier Duval-Prodir SDV |
| ------------------------ | -------------------------------- | ------------------------ |
| Num                      | Coureur                          | Pos                      |
| 161                      | Rubens Bertogliati (SUI)         |                          |
| 162                      | Oliver Zaugg (SUI)               |                          |
| 163                      | José Alberto Benítez (ESP)       |                          |
| 164                      | David de la Fuente (ESP)         |                          |
| 165                      | Nicolas Fritsch (FRA)            |                          |
| 166                      | Koldo Gil (ESP)                  |                          |
| 167                      | José Ángel Gómez Marchante (ESP) |                          |
| 168                      | Guido Trentin (ITA)              |                          |

| Bouygues Telecom BTL | Bouygues Telecom BTL     | Bouygues Telecom BTL |
| -------------------- | ------------------------ | -------------------- |
| Num                  | Coureur                  | Pos                  |
| 171                  | Sébastien Chavanel (FRA) |                      |
| 172                  | Thomas Voeckler (FRA)    |                      |
| 173                  | Pierre Drancourt (FRA)   |                      |
| 174                  | Yohann Gène (FRA)        |                      |
| 175                  | Vincent Jérôme (FRA)     |                      |
| 176                  | Arnaud Labbe (FRA)       |                      |
| 177                  | Yoann Le Boulanger (FRA) |                      |
| 178                  | Laurent Lefèvre (FRA)    |                      |

| Liquigas LIQ | Liquigas LIQ              | Liquigas LIQ |
| ------------ | ------------------------- | ------------ |
| Num          | Coureur                   | Pos          |
| 181          | Dario Cioni (ITA)         |              |
| 182          | Michael Albasini (SUI)    |              |
| 183          | Dario Andriotto (ITA)     |              |
| 184          | Enrico Gasparotto (ITA)   |              |
| 185          | Vladimir Miholjević (CRO) |              |
| 186          | Andrea Noè (ITA)          |              |
| 187          | Manuel Quinziato (ITA)    |              |
| 188          | Stefano Zanini (ITA)      |              |

| AG2R Prévoyance A2R | AG2R Prévoyance A2R     | AG2R Prévoyance A2R |
| ------------------- | ----------------------- | ------------------- |
| Num                 | Coureur                 | Pos                 |
| 191                 | Francisco Mancebo (ESP) |                     |
| 192                 | Christophe Moreau (FRA) |                     |
| 193                 | José Luis Arrieta (ESP) |                     |
| 194                 | Sylvain Calzati (FRA)   |                     |
| 195                 | Cyril Dessel (FRA)      |                     |
| 196                 | John Gadret (FRA)       |                     |
| 197                 | Stéphane Goubert (FRA)  |                     |
| 198                 | Ludovic Turpin (FRA)    |                     |

| LPR | LPR                     | LPR |
| --- | ----------------------- | --- |
| Num | Coureur                 | Pos |
| 201 | Roger Beuchat (SUI)     |     |
| 202 | Andreas Dietziker (SUI) |     |
| 203 | Daniele De Paoli (ITA)  |     |
| 204 | Yuriy Metlushenko (UKR) |     |
| 205 | Dimitri Konyshev (RUS)  |     |
| 206 | Giuseppe Muraglia (ITA) |     |
| 207 | Carlos José Ochoa (VEN) |     |

| Phonak Hearing Systems PHO | Phonak Hearing Systems PHO           | Phonak Hearing Systems PHO |
| -------------------------- | ------------------------------------ | -------------------------- |
| Num                        | Coureur                              | Pos                        |
| 1                          | Alexandre Moos (SUI)                 |                            |
| 2                          | Miguel Ángel Martín Perdiguero (ESP) |                            |
| 3                          | Bert Grabsch (GER)                   |                            |
| 4                          | Fabrizio Guidi (ITA)                 |                            |
| 5                          | Jonathan Patrick McCarty (USA)       |                            |
| 6                          | Uroš Murn (SLO)                      |                            |
| 7                          | Víctor Hugo Peña (COL)               |                            |
| 8                          | Steve Zampieri (SUI)                 |                            |

| CSC | CSC                         | CSC |
| --- | --------------------------- | --- |
| Num | Coureur                     | Pos |
| 11  | Bobby Julich (USA)          |     |
| 12  | Peter Luttenberger (AUT)    |     |
| 13  | Andrea Peron (ITA)          |     |
| 14  | Michael Blaudzun (DEN)      |     |
| 15  | Volodymyr Gustov (UKR)      |     |
| 16  | Giovanni Lombardi (ITA)     |     |
| 17  | Nicki Sørensen (DEN)        |     |
| 18  | Christian Vande Velde (USA) |     |

| Gerolsteiner GST | Gerolsteiner GST       | Gerolsteiner GST |
| ---------------- | ---------------------- | ---------------- |
| Num              | Coureur                | Pos              |
| 21               | Beat Zberg (SUI)       |                  |
| 22               | Georg Totschnig (AUT)  |                  |
| 23               | Torsten Hiekmann (GER) |                  |
| 24               | Sebastian Lang (GER)   |                  |
| 25               | Sven Montgomery (SUI)  |                  |
| 26               | Ronny Scholz (GER)     |                  |
| 27               | Markus Zberg (SUI)     |                  |

| Quick Step-Innergetic QSI | Quick Step-Innergetic QSI  | Quick Step-Innergetic QSI |
| ------------------------- | -------------------------- | ------------------------- |
| Num                       | Coureur                    | Pos                       |
| 31                        | Cédric Vasseur (FRA)       |                           |
| 32                        | Hubert Schwab (SUI)        |                           |
| 33                        | Addy Engels (NED)          |                           |
| 34                        | Juan Manuel Gárate (ESP)   |                           |
| 35                        | José Antonio Garrido (ESP) |                           |
| 36                        | Ivan Santaromita (ITA)     |                           |
| 37                        | Davide Viganò (ITA)        |                           |
| 38                        | Wouter Weylandt (BEL)      |                           |

| Discovery Channel DSC | Discovery Channel DSC       | Discovery Channel DSC |
| --------------------- | --------------------------- | --------------------- |
| Num                   | Coureur                     | Pos                   |
| 41                    | Paolo Savoldelli (ITA)      |                       |
| 42                    | Jurgen Van den Broeck (BEL) |                       |
| 43                    | Fumiyuki Beppu (JPN)        |                       |
| 44                    | Roger Hammond (GBR)         |                       |
| 45                    | Leif Hoste (BEL)            |                       |
| 46                    | Benoît Joachim (LUX)        |                       |
| 47                    | Guennadi Mikhailov (RUS)    |                       |
| 48                    | Pavel Padrnos (CZE)         |                       |

| Rabobank RAB | Rabobank RAB           | Rabobank RAB |
| ------------ | ---------------------- | ------------ |
| Num          | Coureur                | Pos          |
| 51           | Mauricio Ardila (COL)  |              |
| 52           | Jan Boven (NED)        |              |
| 53           | Bram de Groot (NED)    |              |
| 54           | Pedro Horrillo (ESP)   |              |
| 55           | Niels Scheuneman (NED) |              |
| 56           | Roy Sentjens (BEL)     |              |
| 57           | Jukka Vastaranta (FIN) |              |
| 58           | Pieter Weening (NED)   |              |

| T-Mobile TMO | T-Mobile TMO           | T-Mobile TMO |
| ------------ | ---------------------- | ------------ |
| Num          | Coureur                | Pos          |
| 61           | Jan Ullrich (GER)      |              |
| 62           | Lorenzo Bernucci (ITA) |              |
| 63           | Scott Davis (AUS)      |              |
| 64           | Serhiy Honchar (UKR)   |              |
| 65           | Bernhard Kohl (AUT)    |              |
| 66           | Eddy Mazzoleni (ITA)   |              |
| 67           | Óscar Sevilla (ESP)    |              |
| 68           | Jörg Ludewig (GER)     |              |

| Lampre-Fondital LAM | Lampre-Fondital LAM       | Lampre-Fondital LAM |
| ------------------- | ------------------------- | ------------------- |
| Num                 | Coureur                   | Pos                 |
| 71                  | Marius Sabaliauskas (LTU) |                     |
| 72                  | David Loosli (SUI)        |                     |
| 73                  | Daniele Bennati (ITA)     |                     |
| 74                  | Claudio Corioni (ITA)     |                     |
| 75                  | Matteo Carrara (ITA)      |                     |
| 76                  | Mauro Santambrogio (ITA)  |                     |
| 77                  | Sylwester Szmyd (POL)     |                     |
| 78                  | Tadej Valjavec (SLO)      |                     |

| Davitamon-Lotto DVL | Davitamon-Lotto DVL      | Davitamon-Lotto DVL |
| ------------------- | ------------------------ | ------------------- |
| Num                 | Coureur                  | Pos                 |
| 81                  | Cadel Evans (AUS)        |                     |
| 82                  | Robbie McEwen (AUS)      |                     |
| 83                  | Mario Aerts (BEL)        |                     |
| 84                  | Bart Dockx (BEL)         |                     |
| 85                  | Christopher Horner (USA) |                     |
| 86                  | Bert Roesems (BEL)       |                     |
| 87                  | Wim Van Huffel (BEL)     |                     |
| 88                  | Johan Vansummeren (BEL)  |                     |

| Caisse d'Épargne-Illes Balears CEI | Caisse d'Épargne-Illes Balears CEI | Caisse d'Épargne-Illes Balears CEI |
| ---------------------------------- | ---------------------------------- | ---------------------------------- |
| Num                                | Coureur                            | Pos                                |
| 91                                 | Alejandro Valverde (ESP)           |                                    |
| 92                                 | Antonio Colom (ESP)                |                                    |
| 93                                 | David Arroyo (ESP)                 |                                    |
| 94                                 | Florent Brard (FRA)                |                                    |
| 95                                 | Óscar Pereiro (ESP)                |                                    |
| 96                                 | Aitor Pérez Arrieta (ESP)          |                                    |
| 97                                 | Joaquim Rodríguez (ESP)            |                                    |
| 98                                 | Constantino Zaballa (ESP)          |                                    |

| Team Milram MRM | Team Milram MRM             | Team Milram MRM |
| --------------- | --------------------------- | --------------- |
| Num             | Coureur                     | Pos             |
| 101             | Fabio Sacchi (ITA)          |                 |
| 102             | Alessandro Vanotti (ITA)    |                 |
| 103             | Alessandro Cortinovis (ITA) |                 |
| 104             | Sergio Ghisalberti (ITA)    |                 |
| 105             | Maxim Iglinskiy (KAZ)       |                 |
| 106             | Christian Knees (GER)       |                 |
| 107             | Mirco Lorenzetto (ITA)      |                 |
| 108             | Alberto Ongarato (ITA)      |                 |

| Liberty Seguros-Würth LSW | Liberty Seguros-Würth LSW  | Liberty Seguros-Würth LSW |
| ------------------------- | -------------------------- | ------------------------- |
| Num                       | Coureur                    | Pos                       |
| 111                       | Joseba Beloki (ESP)        |                           |
| 112                       | Alberto Contador (ESP)     |                           |
| 113                       | Jörg Jaksche (GER)         |                           |
| 114                       | David Etxebarria (ESP)     |                           |
| 115                       | Andrey Kashechkin (KAZ)    |                           |
| 116                       | Isidro Nozal (ESP)         |                           |
| 117                       | José Antonio Redondo (ESP) |                           |
| 118                       | Michele Scarponi (ITA)     |                           |

| Cofidis-Le Crédit par Téléphone COF | Cofidis-Le Crédit par Téléphone COF | Cofidis-Le Crédit par Téléphone COF |
| ----------------------------------- | ----------------------------------- | ----------------------------------- |
| Num                                 | Coureur                             | Pos                                 |
| 121                                 | Frédéric Bessy (FRA)                |                                     |
| 122                                 | Hervé Duclos-Lassalle (FRA)         |                                     |
| 123                                 | Leonardo Duque (COL)                |                                     |
| 124                                 | Amaël Moinard (FRA)                 |                                     |
| 125                                 | Maxime Monfort (BEL)                |                                     |
| 126                                 | Iván Parra (COL)                    |                                     |
| 127                                 | Luis Pérez Rodríguez (ESP)          |                                     |
| 128                                 | Staf Scheirlinckx (BEL)             |                                     |

| Crédit Agricole C.A | Crédit Agricole C.A       | Crédit Agricole C.A |
| ------------------- | ------------------------- | ------------------- |
| Num                 | Coureur                   | Pos                 |
| 131                 | Pietro Caucchioli (ITA)   |                     |
| 132                 | László Bodrogi (HUN)      |                     |
| 133                 | Alexandre Botcharov (RUS) |                     |
| 134                 | Anthony Charteau (FRA)    |                     |
| 135                 | Patrice Halgand (FRA)     |                     |
| 136                 | Christophe Edaleine (FRA) |                     |
| 137                 | Mads Kaggestad (NOR)      |                     |

| La Française des jeux FDJ | La Française des jeux FDJ | La Française des jeux FDJ |
| ------------------------- | ------------------------- | ------------------------- |
| Num                       | Coureur                   | Pos                       |
| 141                       | Bradley McGee (AUS)       |                           |
| 142                       | Mickaël Delage (FRA)      |                           |
| 143                       | Arnaud Gérard (FRA)       |                           |
| 144                       | Rémy Di Grégorio (FRA)    |                           |
| 145                       | Éric Leblacher (FRA)      |                           |
| 146                       | Ian McLeod (RSA)          |                           |
| 147                       | Cyrille Monnerais (FRA)   |                           |
| 148                       | Jérémy Roy (FRA)          |                           |

| Euskaltel-Euskadi EUS | Euskaltel-Euskadi EUS | Euskaltel-Euskadi EUS |
| --------------------- | --------------------- | --------------------- |
| Num                   | Coureur               | Pos                   |
| 151                   | Haimar Zubeldia (ESP) |                       |
| 152                   | Joseba Albizu (ESP)   |                       |
| 153                   | Igor Antón (ESP)      |                       |
| 154                   | Iker Camaño (ESP)     |                       |
| 155                   | Gorka González (ESP)  |                       |
| 156                   | David Herrero (ESP)   |                       |
| 157                   | Aketza Peña (ESP)     |                       |
| 158                   | Rubén Pérez (ESP)     |                       |

| Saunier Duval-Prodir SDV | Saunier Duval-Prodir SDV         | Saunier Duval-Prodir SDV |
| ------------------------ | -------------------------------- | ------------------------ |
| Num                      | Coureur                          | Pos                      |
| 161                      | Rubens Bertogliati (SUI)         |                          |
| 162                      | Oliver Zaugg (SUI)               |                          |
| 163                      | José Alberto Benítez (ESP)       |                          |
| 164                      | David de la Fuente (ESP)         |                          |
| 165                      | Nicolas Fritsch (FRA)            |                          |
| 166                      | Koldo Gil (ESP)                  |                          |
| 167                      | José Ángel Gómez Marchante (ESP) |                          |
| 168                      | Guido Trentin (ITA)              |                          |

| Bouygues Telecom BTL | Bouygues Telecom BTL     | Bouygues Telecom BTL |
| -------------------- | ------------------------ | -------------------- |
| Num                  | Coureur                  | Pos                  |
| 171                  | Sébastien Chavanel (FRA) |                      |
| 172                  | Thomas Voeckler (FRA)    |                      |
| 173                  | Pierre Drancourt (FRA)   |                      |
| 174                  | Yohann Gène (FRA)        |                      |
| 175                  | Vincent Jérôme (FRA)     |                      |
| 176                  | Arnaud Labbe (FRA)       |                      |
| 177                  | Yoann Le Boulanger (FRA) |                      |
| 178                  | Laurent Lefèvre (FRA)    |                      |

| Liquigas LIQ | Liquigas LIQ              | Liquigas LIQ |
| ------------ | ------------------------- | ------------ |
| Num          | Coureur                   | Pos          |
| 181          | Dario Cioni (ITA)         |              |
| 182          | Michael Albasini (SUI)    |              |
| 183          | Dario Andriotto (ITA)     |              |
| 184          | Enrico Gasparotto (ITA)   |              |
| 185          | Vladimir Miholjević (CRO) |              |
| 186          | Andrea Noè (ITA)          |              |
| 187          | Manuel Quinziato (ITA)    |              |
| 188          | Stefano Zanini (ITA)      |              |

| AG2R Prévoyance A2R | AG2R Prévoyance A2R     | AG2R Prévoyance A2R |
| ------------------- | ----------------------- | ------------------- |
| Num                 | Coureur                 | Pos                 |
| 191                 | Francisco Mancebo (ESP) |                     |
| 192                 | Christophe Moreau (FRA) |                     |
| 193                 | José Luis Arrieta (ESP) |                     |
| 194                 | Sylvain Calzati (FRA)   |                     |
| 195                 | Cyril Dessel (FRA)      |                     |
| 196                 | John Gadret (FRA)       |                     |
| 197                 | Stéphane Goubert (FRA)  |                     |
| 198                 | Ludovic Turpin (FRA)    |                     |

| LPR | LPR                     | LPR |
| --- | ----------------------- | --- |
| Num | Coureur                 | Pos |
| 201 | Roger Beuchat (SUI)     |     |
| 202 | Andreas Dietziker (SUI) |     |
| 203 | Daniele De Paoli (ITA)  |     |
| 204 | Yuriy Metlushenko (UKR) |     |
| 205 | Dimitri Konyshev (RUS)  |     |
| 206 | Giuseppe Muraglia (ITA) |     |
| 207 | Carlos José Ochoa (VEN) |     |